# Tectarchus
Tectarchus is een geslacht van wandelende takken uit de familie Phasmatidae. De wetenschappelijke naam van dit geslacht is voor het eerst voorgesteld door John Tenison Salmon in een publicatie uit 1954. De soorten in dit geslacht komen in Nieuw-Zeeland voor.

## Soorten
Het geslacht Tectarchus omvat de volgende soorten:
- Tectarchus huttoni (Brunner von Wattenwyl, 1907)
- Tectarchus ovobessus Salmon, 1954
- Tectarchus salebrosus (Hutton, 1899)